# 聖地牙哥德喬科爾沃斯區
聖地牙哥德喬科爾沃斯區（西班牙語：Distrito de Santiago de Chocorvos），是秘魯的一個區，位於該國中南部萬卡韋利卡大區的瓦伊塔拉省，面積1,150.2平方公里，海拔高度2,571米，2005年人口3,892，人口密度每平方公里3.4人。